# Johann Friedrich Wenthin
Johann Friedrich Wenthin (Otterstedt bij Bremen, 10 augustus 1746 – Emden, 27 mei 1805) was een bekende Duitse orgelbouwer.

## Leven
Mogelijk deed Wenthin voor zijn werk ervaring op bij de orgelbouwer Heinrich Wilhelm Eckmann (1712-1777). Gedurende zijn werkzame periode als orgelbouwer in Oost-Friesland gold hij als de zwaarste concurrent van de orgelbouwer Hinrich Just Müller (1740-1811). Sinds 1774 was hij woonachtig in Emden, waar hij in 1775 trouwde met Catharina Gertrud Wenthin uit Neustadtgödens. Met haar kreeg hij vier kinderen. Zijn oudste zoon, Joachim Wenthin, nam de werkplaats van zijn vader over, maar hij werkte nauwelijks nog in Oost-Friesland.

## Werk
Het grootste werk van Wenthin betrof de nieuwbouw van het orgel in de Grote Kerk van Emden. Hiermee wist Wenthin zijn naam als orgelbouwer te vestigen, zodat hij ook opdrachten uit het naburige Nederland wist te verwerven. Het instrument kwam in 1779 gereed en ging bij de verwoesting van de kerk in 1943 verloren. Het bezat 40 registers en was de enige nieuwbouw met een zelfstandig pedaal. Alle latere orgels van de bouwer kenden een aangehangen pedaal en een registerbestand van minder dan 20 stemmen. Bij tweemanualige werken werd aan het hoofdwerk een bovenwerk toegevoegd. Wenthins orgels kenmerken zich door een elegante en zachte klank, met een groter aandeel van fluit- en strijkregisters. Hij zette ook modernere registers zoals de traversfluit en de labiaalklarinet in en paste de gelijkzwevende stemming toe. Wenthins vooruitstrevende werkwijze is eveneens te herkennen aan de vormgeving van de orgelkassen. De fronten zijn meestal in de stijl van de rococo, maar bij zijn laatste orgels zijn ook de invloeden van het classicisme waarneembaar, zoals bijvoorbeeld de plaatsing van vazen op het front.

## Werken
Van de volgende orgels is het bekend dat ze door Wenthin werden gebouwd. De cursieve beschrijving geeft aan dat het orgel niet of slechts de orgelkas bewaard bleef. De cursieve beschrijving geeft aan dat het orgel niet of slechts de orgelkas van het oorspronkelijke orgel bewaard bleef. De grootte van het instrument wordt in de vijfde kolommenrij door het aantal manualen en in de zesde kolommenrij door het aantal klinkende registers aangegeven. Een grote "P" staat voor een zelfstandig pedaal, een kleine "p" voor een aangehangen. 
| Jaar      | Plaats       | Kerk                         | Afbeelding | Manualen | Registers | Opmerkingen |
| --------- | ------------ | ---------------------------- | ---------- | -------- | --------- | --- |
| 1779      | Emden        | Grote Kerk                   |            | II/P     | 40        | Nieuwbouw; niet bewaard gebleven. |
| 1776–1781 | Hinte        | Kerk van Hinte               |            | I/p      | 8         | Nieuwbouw; orgelkas bewaard gebleven. |
| 1779–82   | Weener       | Sint-Joriskerk               |            | III/P    | 37        | Orgel van Arp Schnitger, in de jaren 1779 tot 1782 verplaatst door Wenthin naar een nieuwe galerij voor het koor. Het orgel werd gerepareerd en vergroot met borstwerk en pedaaltorens; alleen het front van de pedaaltorens bleef bewaard (tegenwoordig II/P/29). |
| 1785      | Riepe        | Kerk van Riepe               |            | I/p      | 10        | Nieuwbouw; vervangen, orgelkas met frontpijpen bewaard gebleven. |
| 1783      | Backemoor    | Vincentius en Laurentiuskerk |            | I/p      | 12        | Nieuwbouw; grotendeels bewaard gebleven. |
| 1785      | Zweins       | Reginakerk                   |            | I/p      | 13        | Nieuwbouw; later verbouwd. |
| 1787      | Nieuwolda    | Hervormde Kerk               |            | II/p     | 21        | Nieuwbouw; grotendeels bewaard gebleven. |
| 1788–1789 | Reepsholt    | Sint-Mauritiuskerk           |            | II/p     | 17        | Nieuwbouw; grotendeels bewaard gebleven. |
| 1790–1793 | Wolthusen    | Kerk van Wolthusen           |            | I/p      | 8         | Nieuwbouw; 4 registers bleven bewaard. |
| 1793      | Hesel        | Liudgerkerk                  |            | I/p      | 13        | Nieuwbouw; slechts enig houtsnijwerk van de orgelkas bewaard gebleven. |
| 1793      | Westerende   | Sint-Martinuskerk            |            | I/p      | 13        | Nieuwbouw; 1885 verbouwing en vergroting door Johann Diepenbrock (tegenwoordig I/P/15); grotendeels bewaard gebleven. |
| 1796      | Oldersum     | Kerk van Oldersum            |            | II/p     | 12        | Nieuwbouw; niet bewaard gebleven. |
| 1797–1798 | Bad Bentheim | Hervormde Kerk               |            | I/p      | 12        | Nieuwbouw; niet bewaard gebleven. |
| 1798–1801 | Groothusen   | Sint-Petruskerk              |            | II/p     | 19        | Nieuwbouw; meer dan de helft van de registers bewaard gebleven. |
| 1802      | Blersum      | Kerk van Blersum             |            | I/p      |           | In 1850 verwierf de gemeente een huisorgel van Wenthin; in 1890 door Johann Martin Schmid vervangen. |
| 1804      | Groß Midlum  | Kerk van Groß Midlum         |            | I/p      | 13        | 1956 pijpenwerk vervangen, orgelkas en windlade bewaard gebleven. |

Daarnaast heeft Wenthin nog meerdere orgels gerepareerd en verbouwd.